# Besleria saxicola
Besleria saxicola är en tvåhjärtbladig växtart som beskrevs av Conrad Vernon Morton. Besleria saxicola ingår i släktet Besleria och familjen Gesneriaceae. Inga underarter finns listade i Catalogue of Life.